# ラス・ダシャン山
ラス・ダシャン山（アムハラ語：ራስ ደሸን rās dāshen（ラース・ダーシェン）「東風の防壁」の意）は、エチオピアの最高峰、かつアフリカで4番目に高い山。ラス・ダシェン山、ラス・デジェン山とも表記される。標高は4550m。最も一般的なラス・ダシェンという呼称はアムハラ名のラス・デジェンが転じたもので、エチオピア製図局 (EMA) はこれを「皇帝の御前で戦う将軍」という意味だとしている。エチオピアでは「ラス・デジェン」という呼び名が一般的である。

## 環境
エリック・ニルソンによれば、この山は「テケゼ川に合流する無数の峡谷によって北半分が何千メートルもえぐられた巨大火山」のへりの東端である。その西部にあたるビュアト山とのあいだには、メシャハ川の峡谷がある。メシャハ峡谷には断崖絶壁がそびえるが、東面は比較的緩やかである。語源の「東風の防壁」が意味する通り、山には強い風が吹き付ける。山の一部はシミエン国立公園に含まれ、ゲラダヒヒ、ワリアアイベックス、アビシニアジャッカル、クリップスプリンガー、アビシニアハイラックス（Procavia capensis habessinicus、ケープハイラックスの亜種）などの希少種が生息している。
山頂は雪線よりやや下に位置する。1841年、フランス人士官のフェレとガルニエがヨーロッパ人として初めて登頂に成功した。それ以前に土着民が登攀したという証拠はないが、山頂の気候や気象条件は比較的おだやかで、高所にも牧畜を営む村が存在する。12月から3月にかけての乾季が登頂に適し、6月から9月にかけての雨季の登頂は困難である。山頂まで1時間もかからない標高4300m付近にある小さな砦では、19世紀に戦闘が起きた。

## 標高
1960年代から1970年代にかけて、国は製図測量調査を行い、ラス・ダシャン山の標高を4533mとした。本項では、標高を2005年のEMAの出版物と、それに1メートルしか違わない2007年のフランスとイタリアによるDGPS測位調査によった。しばしば4620mとも言われるが、現代のいかなる測量図やSRTMのデータにもこの値はみられない。